# Atamant
|  | Per a altres significats, vegeu «Atamant (desambiguació)». |

Segons la mitologia grega, Atamant (en grec antic: Ἀθάμας) va ser un rei d'Orcomen, fill d'Èol i d'Enàrete. Va regnar, segons algunes versions, al país de Coronea, i també a la mateixa Tebes.
Atamant es va casar tres vegades, i les històries dels seus casaments formen part del desenvolupament novel·lesc d'uns mites anteriors. La versió més coneguda, que es remunta a la tragèdia Frixos, d'Eurípides, (avui perduda), diu que Atamant es va casar en primeres núpcies amb Nèfele. D'aquest matrimoni tingué dos fills, Frixos i Hel·le. Després repudià Nèfele i es casà amb Ino, filla de Cadme. Del segon matrimoni va tenir dos fills, Learc i Melicertes. Ino tenia gelosia dels fills de la primera dona i es va proposar matar-los. Va convèncer les dones del país que torressin el gra de blat disposat per sembrar. Els homes el van sembrar, però no en va sortir res. Atamant va fer consultar l'oracle de Delfos, però Ino va subornar els missatgers, que van dir que la resposta de l'oracle era que s'havia de sacrificar als déus, Frixos, el fill d'Atamant. Però Quan Frixos ja era a l'altar (junt amb la seva germana Hel·le segons algunes tradicions), a punt de ser sacrificat, Nèfele va donar un moltó amb el velló d'or a Atamant, un regal d'Hermes. Aquest déu va endur-se els dos joves per l'aire i els salvà. Frixos va arribar a la Còlquida, però la seva germana es va ofegar pel camí.
Una altra versió explicada per Eurípides a Ino, una altra tragèdia perduda, diu que Atamant, pensant que Ino era morta, es casà amb Temisto, filla d'Hipseu, amb la que tingué dos fills, Orcomen i Esfingi. En aquesta obra, Ino havia marxat a la muntanya, després del fracàs del sacrifici de Frixos. Allà va trobar les bacants que estaven al servei de Dionís, i s'hi uní. Atamant, pensant que era morta, es va casar amb Temisto. Però Ino va tornar en secret i es va donar a conèixer a Atamant, que la va fer entrar al palau com a serventa. Temisto va saber que la seva rival no era morta, però no va poder-la trobar. Va voler matar els fills d'Ino i va ordenar a la nova serventa que vestís de negre els fills de l'anterior muller d'Atamant i de blanc els seus dos fills, Orcomen i Esfingi, per poder-los distingir a la nit. La falsa esclava va canviar els vestits, i Temisto va matar els seus propis fills i els d'Ino es van salvar. Temisto es va suïcidar. Una altra versió diu que Atamant i Temisto van tenir quatre fills, Leucó, Eritri, Esqueneu i Ptous.
Una variant diu que el missatger subornat per Ino va tenir compassió i va revelar la conspiració a Atamant. Aquest, indignat, va fer sacrificar Ino junt amb el seu fill Melicertes, en lloc de Frixos. Però quan eren conduïts a l'altar, Dionís va tenir compassió d'aquella que havia estat la seva dida, la va envoltar amb un núvol que la va fer invisible i li va permetre d'escapar-se amb Melicertes. Després va fer embogir Atamant, que va matar el seu fill Learc posant-lo en una caldera d'aigua bullent. De vegades es diu que va ser Hera qui va fer embogir Atamant, per haver acollit Dionís de petit. La deessa va fer que confongués el seu fill Learc amb un cérvol i el matés. Llavors Ino, també embogida, va matar Melicertes i es llençà al mar des d'una roca.
Per aquest crim Atamant va ser desterrat de Beòcia i va portar una vida errant. Va demanar a l'oracle on s'havia d'establir, i li havia dit que s'instal·lés on les feres li donessin menjar. En arribar a la Tessàlia trobà uns llops devorant un moltó, però quan ell s'hi acostà van fugir, abandonant la presa, i així es va complir l'oracle. S'instal·là en aquella terra, en un indret que anomenà Athamantion i on fundà la ciutat d'Halos. Allí va ser on es casà amb Temisto, filla d'Hipseu, i on va tenir quatre fills, Leucó, Eritri, Esqueneu i Ptous. Al cap d'un temps, Atamant va estar a punt de ser sacrificat pels seus súbdits per haver infringit un precepte religiós. Però el seu net, Citissor, el va salvar. Aquest episodi de la llegenda d'Atamant la va portar Sòfocles al teatre, en una tragèdia també perduda, Atamant coronat. El sacrifici de l'heroi, segons sembla, hauria estat maquinat per Nèfele com a venjança, i Atamant seria salvat no per Citissor, sinó per Hèracles.